# Slot Babelsberg
Het Schloss Babelsberg (Nederlands: Slot Babelsberg) is gebouwd als een zomerresidentie van de toenmalige prins Wilhelm I en zijn echtgenote prinses Augusta van Saksen-Weimar-Eisenach. Ze zouden meer dan vijftig jaar lang dit kasteel gebruiken. Het kasteel ligt in het grote Babelsbergpark tussen Potsdam en Berlijn aan de oever van Havel.
Het kasteel werd tussen 1835 en 1849 in twee bouwfasen gebouwd naar plannen van de architecten Karl Friedrich Schinkel, Friedrich Ludwig Persius en Johann Heinrich Strack. De jongere broer van Wilhelm I, Karel had Schloss Glienicke, de oudere broer Frederik Willem IV had vervolgens Schloss Charlottenhof laten bouwen. Wilhelm I kreeg van zijn zuinige vader in 1833 met mondjesmaat de middelen voor de aanleg van Schloss Babelsberg en het Park Babelsberg.
Het kasteel wordt beheerd door de Stiftung Preußische Schlösser und Gärten Berlin-Brandenburg (SPSG). In 1990 werd het Schloss Babelsberg door UNESCO als cultureel werelderfgoed erkend en opgenomen op de werelderfgoedlijst als onderdeel van de Paleizen en parken van Potsdam en Berlijn.
Dit object is onderdeel van het ensemble paleizen en parken van Potsdam en Berlijn dat in 1990, 1992 en 1999 in drie fasen op de werelderfgoedlijst van de UNESCO is geplaatst. Andere items ervan zijn:
De Russische kolonie Alexandrowka · 
De Antieke Tempel · 
Het Slot Babelsberg · 
Het Babelsbergpark · 
De Belvédère op de Pfingstberg · 
 De Belvédère van Sanssouci · 
De Bildergalerie · 
Slot Cecilienhof · 
Slot Charlottenhof · 
Het Chinese theehuis · 
 Het Drakenhuis · 
Het Glienickepark · 
Het Jachtslot Glienicke · 
Het Slot Glienicke · 
 Het keizerlijk station van Potsdam · 
Het Marmerpaleis · 
De Neptunusgrotte · 
Het Nieuwe paleis · 
De Nieuwe Tuin · 
De Nieuwe Vertrekken · 
De blokhut Nikolskoë · 
Het Oranjerieslot · 
Het Pauweneiland · 
De Sint-Petrus-en-Pauluskerk van Nikolskoë · 
De Pomonatempel · 
De Romeinse baden · 
Slot Sanssouci · 
Slot Sacrow · 
 De Verlosserkerk van Sacrow · 
De Vredeskerk · 
De vriendschapstempel
- Gemeinsame Normdatei: 4554493-1
- Library of Congress Control Number: no2002060458
- Virtual International Authority File: 187939774